# Fletcher Pratt
Murray Fletcher Pratt (Buffalo, 25 aprile 1897 – Long Branch, 10 giugno 1956) è stato uno scrittore statunitense di fantascienza, fantasy e saggi storici, noto per le sue opere sulla storia navale e sulla guerra civile americana.

## Biografia

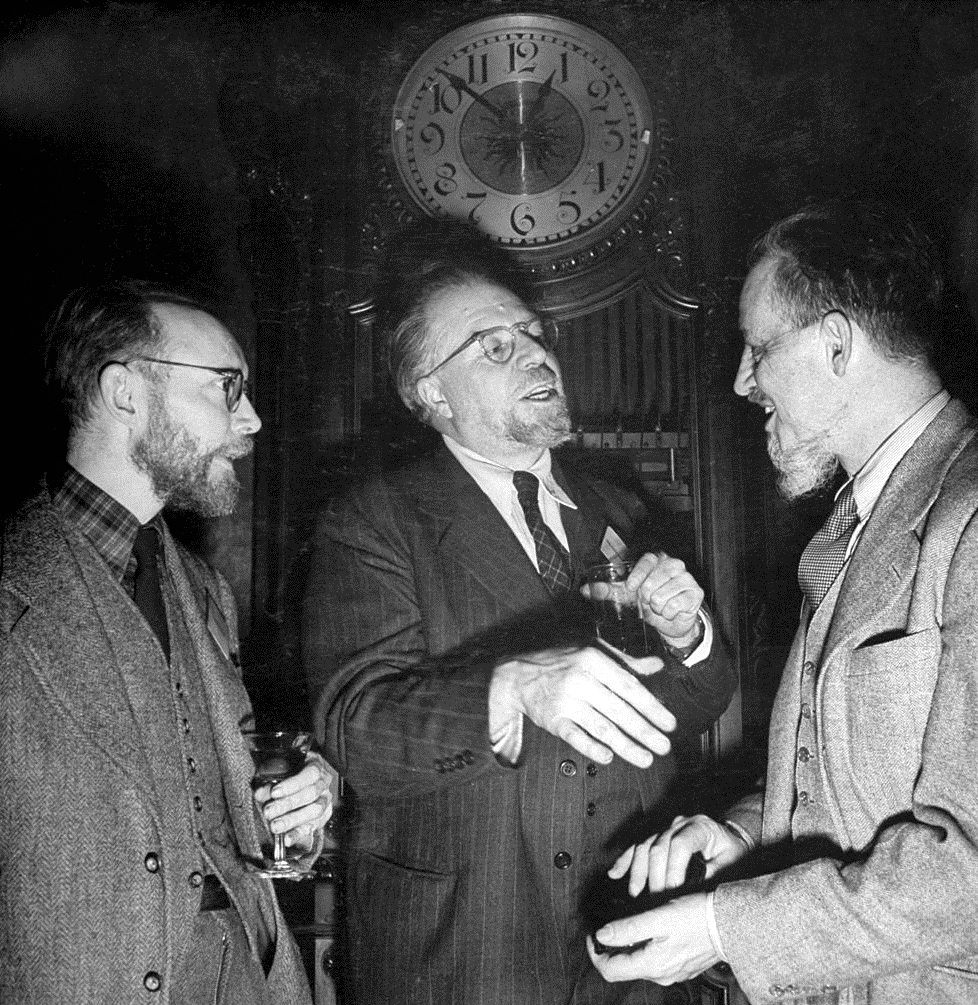
Fletcher Pratt (a sinistra) con i membri dei Baker Street Irregulars Christopher Morley e Rex Stout, 1944

Pratt nacque a Buffalo il 25 aprile 1897. Trascorse i suoi primi anni presso la riserva indiana dei Seneca, nei dintorni di Tonawanda. Frequentò le scuole pubbliche a Buffalo e si diplomò alle superiori a Springville, dove suo padre gestiva un servizio di trasporto a mezzo di autocarri tra Springville e Buffalo. Si iscrisse all'università e per un anno frequentò lo Hobart College a Geneva, ma un rovescio finanziario della sua famiglia lo costrinse a lasciare gli studi. Pratt lavorò per qualche tempo come giornalista presso il Buffalo Chronicle-Express, prima di trasferirsi a New York nel 1920.
Pratt lavorò per alcuni anni in un quotidiano di Staten Island, prima di dedicarsi alla scrittura a tempo pieno dal 1923. Nel 1926 sposò Inga Stephens, un'artista e pittrice che realizzò le illustrazioni per diversi dei suoi romanzi e collaborò con lui alla stesura di alcune storie di fantascienza. Nella seconda metà degli anni venti Pratt iniziò a tradurre racconti dal francese e dal tedesco per il mercato delle riviste pulp, in particolare per quelle di fantascienza dirette da Hugo Gernsback, come Amazing Stories e Wonder Stories. La sua prima storia originale, The Octopus Cycle, fu pubblicata nel maggio 1928 sotto lo pseudonimo di Irvin Lester.
Nel 1930 un incendio devastò il suo appartamento. Pratt utilizzò il denaro dell'assicurazione per pagarsi un corso di due anni di studi alla Sorbona di Parigi. Dopo il suo ritorno dalla Francia lavorò come scrittore aggregato alla redazione della rivista American Detective e iniziò a scrivere storie poliziesche basate sul personaggio del detective Ellis Parker. Nel 1935 pubblicò una breve storia della Guerra di secessione americana, Ordeal by Fire, che incontrò il favore della critica e divenne un best seller. Nel 1939 scrisse il primo di tre libri dedicati alla storia del periodo napoleonico, Road to Empire: The Life and Times of Bonaparte, the General, cui fecero seguito altri due volumi nel 1946 e nel 1948.
Durante la seconda guerra mondiale Pratt pubblicò analisi militari per il New York Post e per la rivista Time. Collaborò anche con la rivista Harper's Magazine, contribuendo con articoli su argomenti navali e con ritratti degli ammiragli Nimitz e Spruance. Pratt fu corrispondente di guerra per la Overseas News Agency (una costola della Jewish Telegraphic Agency) e nel 1944 pubblicò una serie di articoli intitolata "Aboard a New U.S. Battleship in the Pacific."
Dopo la guerra i coniugi Pratt vennero in possesso di una grande dimora di epoca vittoriana, costruita su una scogliera di fronte all'oceano ad Atlantic Highlands, nel New Jersey. La casa divenne un ritrovo per un vasto circolo di letterati amici dei Pratt, alcuni dei quali vissero lì per periodi di tempo più o meno lunghi. Tra gli ospiti e i residenti più frequenti vi erano William Lindsay Gresham, John Ciardi,  Basil Davenport, Lester del Rey, Theodore Sturgeon, Fred Pohl, John D. Clark (che dopo la morte di Pratt sposò la sua vedova, Inga), Judith Merril, Eugenie Clark, L. Sprague de Camp, e molti altri. I Pratt avevano anche un appartamento a Midtown Manhattan, dove ospitavano riunioni del Club Hydra, un circolo che riuniva scrittori di fantascienza.
Oltre al Club Hydra, Pratt fu socio e animatore di diversi altri circoli culturali. Nel 1944 fondò i Trap Door Spiders, un club letterario e gastronomico che comprendeva anch'esso principalmente scrittori di fantascienza. Uno dei soci era Isaac Asimov, che trasse ispirazione dal circolo per la sua serie di racconti sui Vedovi Neri, una versione finzionale dei Trap Door Spiders, pubblicati a partire dal 1974. Pratt fu anche tra i fondatori della Civil War Round Table of New York, un'organizzazione dedicata allo studio degli aspetti militari, politici e sociologici della Guerra Civile americana. Dopo la sua morte, nel 1956, l'organizzazione istituì il Fletcher Pratt Award in sua memoria, un premio destinato ogni anno all'autore del miglior lavoro sulla guerra civile.. Nel 1949 entrò a far parte dei Baker Street Irregulars, l'associazione letteraria che riunisce i più grandi fan di Sherlock Holmes.
Pratt fu l'inventore, nel 1940, di un manuale di regole per un Wargame a tema navale, Fletcher Pratt’s Naval War Game, illustrato da sua moglie Inga. Il gioco consisteva di minuscole navi di legno costruite su una scala di circa un pollice a 50 piedi (1:600) sparse sul pavimento del salotto dell'appartamento di Pratt. Le loro manovre e il risultato delle battaglie veniva calcolato mediante una complessa formula matematica e le distanze misurate con un righello flessibile opportunamente marcato.
Oltre che per i suoi saggi storici, Pratt è noto soprattutto per le storie fantasy scritte in collaborazione con L. Sprague de Camp, tra le quali le più famose sono quelle del ciclo di Harold Shea. Pratt riconosceva l'influenza esercitata sul suo stile da Bernard DeVoto e gli dedicò il suo libro Road to Empire.
Pratt morì il 10 giugno 1956 a Long Branch, nel New Jersey, per un tumore.

## Opere
Si indicano per ogni opera la prima edizione in lingua originale e (se presente) la prima traduzione in italiano.

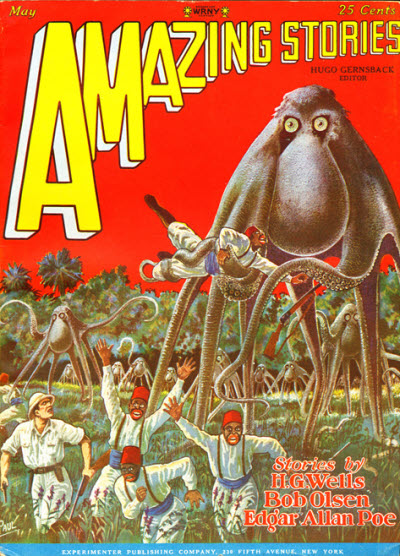
La novella di Pratt "The Octopus Cycle" figurò sulla copertina del numero di maggio 1928 di Amazing Stories

### Narrativa

#### Harold Shea
Serie composta con L. Sprague de Camp, consiste di cinque fra romanzi e romanzi brevi:
1. Apprendisti stregoni (The Roaring Trumpet), Unknown Fantasy Fiction maggio 1940. In Cosmo 164, Ponzoni Editore, 1965.
2. Ritorna Harold Shea (The Mathematics of Magic), Unknown agosto 1940. In Cosmo 165, Ponzoni Editore, 1965.
3. Il castello d'acciaio (The Castle of Iron), Unknown Fantasy Fiction aprile 1941: revisionato, espanso e riedito in volume da Gnome Press, 1950. Tradotto sulla base della redazione estesa in Gli Esploratori dello Spazio. Fantascienza 4, Editrice Romana Periodici, 1962.
4. Il muro dei serpenti (The Wall of Serpents), Fantasy Fiction giugno 1953. In Cosmo 168, Ponzoni Editore, 1965.
5. The Green Magician, Beyond Fantasy Fiction novembre 1954.

I quattro romanzi brevi sono anche apparsi combinati in due romanzi fix-up: il primo e il secondo come The Incomplete Enchanter (Henry Holt, 1941), il quarto e il quinto come The Wall of Serpents (Avalon Books, 1960). Successive edizioni hanno riunito i primi tre episodi con il titolo di The Compleat Enchanter (Nelson Doubleday, 1975) e gli ultimi due come The Enchanter Compleated (Sphere Books, 1980). La prima edizione integrale in volume omnibus è stata The Intrepid Enchanter: The Complete Magical Misadventures of Harold Shea (Sphere Books, 1988).
L'omnibus in lingua originale del 1988 è stato anticipato da un volume analogo in traduzione italiana intitolato Il castello d'acciaio, Fantacollana 11, Editrice Nord, 1975; in tale edizione i quattro romanzi brevi appaiono come due fix-up, con i titoli di L'incantatore incompleto e Il muro dei serpenti.

#### Tales from Gavagan's Bar
Serie composta con L. Sprague de Camp, consisteva in origine di ventiquattro episodi composti fra 1950 e 1953 e raccolti nell'antologia Tales from Gavagan's Bar, Twayne Publishers, 1953; sette ulteriori racconti composti fra 1954 e 1956 furono aggiunti alla raccolta nella ristampa Owlswick Press, 1978, per un totale di trentuno testi.
Solo un episodio del ciclo è edito in italiano:
- Quando ulula il vento della notte (When the Night Wind Howls), Weird Tales novembre 1951. In Ancora Weird Tales. Il secondo periodo 1939-1954, Enciclopedia della Fantascienza 11, Fanucci Editore, 1984.

#### George Helmfleety Jones
Serie riunita dall'autore nel romanzo fix-up Minaccia cosmica (Double Jeopardy), Doubleday, 1952. In Cosmo 5, Ponzoni Editore, 1957.
1. Double Jeopardy, Thrilling Wonder Stories aprile 1952.
2. The Square-Cube Law, Thrilling Wonder Stories giugno 1952.

#### Romanzi
- The Onslaught from Rigel, Wonder Stories Quarterly inverno 1931/1932; riedito in volume con il titolo di Invasione da Rigel (Invaders from Rigel), Avalon Books, 1960. Tradotto in Gli Esploratori dello Spazio. Fantascienza 11, Editrice Romana Periodici, 1963.
- A Voice Across the Years, composto con Inga Stephens Pratt, Amazing Stories Quarterly inverno 1931/1932; riedito in volume con il titolo di Alien Planet, Avalon Book, 1962.
- La terra dell'impossibile (Land of Unreason), composto con L. Sprague de Camp, Uknown Worlds ottobre 1941; revisionato e riedito in volume per Henry Holt, 1942. In SAGA 17, MEB, 1977.
- Le dimensioni del sogno (The Carnelian Cube), composto con L. Sprague de Camp, Gnome Press, 1948. In Galassia 146, Casa Editrice La Tribuna, 1971.
- Il pozzo dell'unicorno (The Well of the Unicorn), William Sloane Associates, 1948. In Fantasy Urania 5, Arnoldo Mondadori Editore, 1988.
- La stella azzurra (The Blue Star), nell'antologia Witches Three, Twayne Publishers, 1952. In Halloween. Tre storie di streghe, Omnibus, Arnoldo Mondadori Editore, 1990.
- The Conditioned Captain, Startling Stories marzo 1953; espanso e riedito in volume come Nettunio 237 (The Undying Fire), Ballantine Books, 1953. Tradotto sulla base della redazione espansa ne I Romanzi di Urania 83, Arnoldo Mondadori Editore, 1955.

#### Racconti
- Expedition to Pluto con Laurence Manning (1939)

### Storiografia militare

#### Storia Navale
- The Compact History of the United States Navy (1957)
- Empire and the Sea (1946) con Inga Stephens
- Fighting Ships of the U.S. Navy (1941) illustrato da Jack Coggins
- Fleet Against Japan (1946)
- The Navy has Wings; the United States Naval Aviation (1943)
- The Navy, a History; the Story of a Service in Action (1938)
- The Navy's War (1944)
- Night Work: the Story of Task force 39 (1946)
- Preble's Boys; Commodore Preble and the Birth of American Sea Power (1950)
- Sea Power and Today's War (1939)
- Ships, Men - and Bases (1941) con Frank Knox
- A Short History of the Army and Navy (1944)

##### La guerra civile
- The Civil War (1955)
- Civil War in Pictures (1955)
- Civil War on Western Waters (1956)
- The Military Genius of Abraham Lincoln: an Essay (1951) con Colin R. Ballard
- The Monitor and the Merrimac (1951)
- Ordeal by Fire; an Informal History of the Civil War (1935)
- Stanton, Lincoln's Secretary of War (1953)